# Tropocyclops
Tropocyclops é um género de crustáceo da família Cyclopidae.
Este género contém as seguintes espécies:
- Tropocyclops federensis
- Tropocyclops nananae